# Дамару
Да́мару (санскр. डमरू, IAST: ḍamarū) или да́мру — маленький двухмембранный барабан в Индии и Тибете, имеющий форму песочных часов. Является ритуальным музыкальным инструментом в шиваизме, тантризме и буддийской традиции ваджраяна.
Высота дамару колеблется в пределах от нескольких дюймов до немногим больше фута. На нём играют одной рукой. Звук в основном производится шариками, которые прикреплены к струне или кожаному шнуру, обмотанному вокруг узкой части дамару. Также в производстве звука могут участвовать узелки, завязанные на шнуре. Когда человек покачивает барабан, используя волнообразные движения запястий, то шарик (или шарики) ударяют по обеим сторонам дамару. Этот музыкальный инструмент используется странствующими музыкантами всех видов из-за своего маленького размера. Также он используется в ритуальной религиозной практике. Дамару обычно делается из дерева. Некторые дамару, принадлежащие адептам тантрического буддизма в Монголии и Тибете, сделаны из человеческих черепов, соединённых вместе возле родничка. Черепа, из которых сделаны эти барабаны, в идеале должны принадлежать шестнадцатилетнему юноше и шестнадцатилетней девушке.

## В шиваизме
Дамару является одним из основных атрибутов бога Шивы. Часто изображается вместе с тришулой на древке трезубца.  Четырёхрукий образ Шивы по имени Натараджа держит дамару в верхней правой руке, когда совершает свой космический танец тандава. 
Считается, что дамару озвучивает сам первозвук (нада). Существует легенда, что все звуки санскрита произошли от звуков игры Шивы на дамару. Бой этого барабана символизирует ритм сил при сотворении мира, обе его половинки олицетворяют биполярные отношения между мужским и женским принципами. А соединение этих частей является тем самым местом, где зарождается жизнь. Таким образом, дамару символизирует модель вселенной. Также символизм дамару включает в себя: верхнюю и нижнюю половины человеческого тела, состояние вовлечённости и отрешённости от внешнего мира, Солнце и Луну, правый и левый канал нади, мастерство и мудрость, Шиву и Шакти. 